# Kleine slanksprietmaskerbij
De kleine slanksprietmaskerbij (Hylaeus paulus) is een vliesvleugelig insect uit de familie Colletidae. De wetenschappelijke naam van de soort is voor het eerst geldig gepubliceerd in 1919 door Bridwell.